# Санторині
Санторині, або Санторин (грец. Σαντορίνη) — невелика група островів вулканічного походження у вигляді кільця в Егейському морі. Входить в архіпелаг Кіклади. Головний острів — Тира, або Фіра (грец. Θήρα), також називається за ім'ям всієї групи островів — Санторині (Санторин). Площа становить 76 км², довжина берегової лінії — 70 км. Також у групу входять острови: Тирасія, Палеа-Камені та Неа-Камені.

## Історія

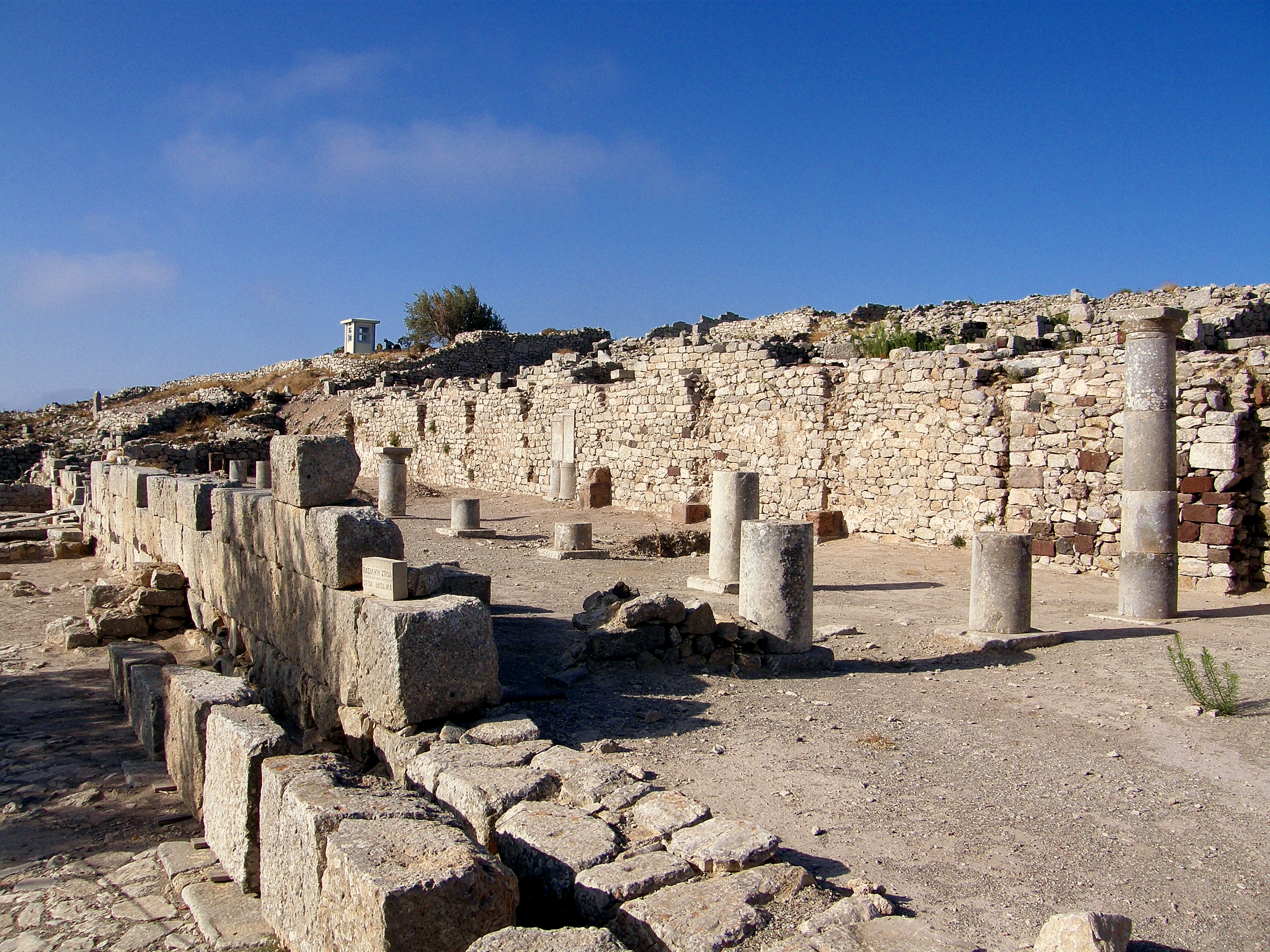
Розвалини базиліки Стоа в Античній Тері.

Найдавніші мешканці Санторині оселилися тут близько 3000 р. до н. е. Вплив Мінойського Криту було встановлено під час розкопок на Акротирі, коли з-під великого шару вулканічного попелу з'явилось ціле поселення дво- та триповерхових будинків, прикрашених фресками, що нагадують настінний живопис мінойських палаців.
У цей період острів, мабуть, називався Стронгіла (Круглий) за свою форму, оскільки вулкан на той час ще не почав своєї руйнівної дії. Вулкан розташований на стику двох тектонічних плит — Африканської та Євразійської, що власне й призвело до виникнення вулканічних островів у цих областях і численних вивержень, у тому числі й на Стронгілі.
11 лютого 2025 року в Санторині стався землетрус,за оцінкою,в 5,3 бала-найпотужніший серед «серії поштовхів»,що є-неприємно .

### Катастрофічне виверження

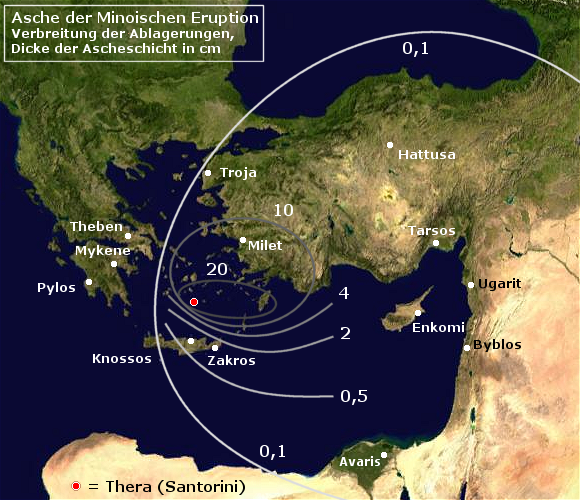
Карта поширення тефри після мінойської виверження

Близько 1627 (±1 рік) року до н. е. (за іншими даними — 1450 до н. е.) відбулося катастрофічне виверження вулкана в центрі острова. Катастрофа супроводжувалася потужними землетрусами. Від древньої Стронгіли залишився тільки видимий нині півмісяць зі скелею 300-метрової висоти в західній частині і пологими пляжами у східній. Під час вибуху було викинуто близько 40 км3 породи (це удвічі більше, ніж під час виверження вулкана Кракатау 1883 року). За іншими даними, в повітря злетіло 80 км³ гірської породи. Індекс вулканічної експлозивності (VEI) оцінюється у 6 балів, за іншими джерелами — в 7. Висота газово-попільної колони плініанського виверження сягала середини стратосфери 38–39 км. Вибух вулкана Санторіні за потужністю дорівнював вибухові приблизно 200 тис. атомних бомб, скинутих на Хіросіму. У результаті виникла кальдера діаметром 14 км і площею понад 80 км². Глибина моря в улоговині між островами сягає 400 м. Товща вулканічної тефри становить від 30 до 60 м біля підніжжя вулкана, а в радіусі 30 км вона сягає 5 м. Сліди санторінського попелу знайдено на острові Крит, у прибережних зонах Північної Африки (дельта Нілу) і Малої Азії.
Внаслідок утворення кальдери величезна хвиля цунамі, висотою до 200 м (за іншими даними — до 260 м) накрила північне узбережжя Криту. Наслідком виверження та цунамі став початок занепаду Мінойської цивілізації (розкопки на о. Крит довели, що мінойська цивілізація існувала ще століття після виверження вулкана, оскільки деяка кількість будівель мінойської культури лежить над шаром вулканічного попелу).
Деякі наукові дослідження намагаються довести, нібито затонулий острів був так довго розшукуваною Атлантидою.

## Географія

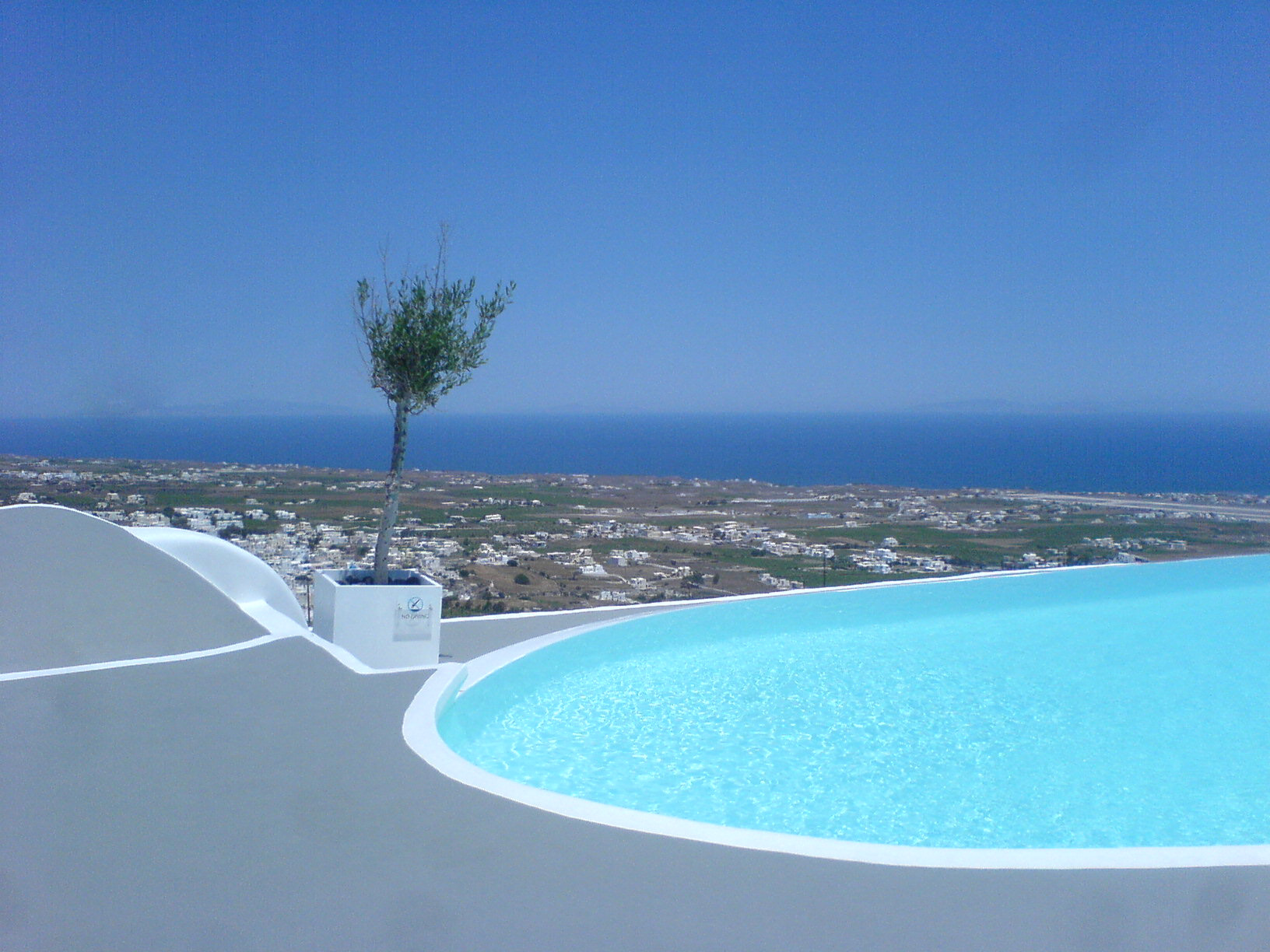
Басейн готелю «Carpe DIem» в селі Пиргос, Санторіні.

Населення острова становить бл. 13 402 мешканців (2001). Столиця острова знаходиться в місті Фіра, з населенням близько 1500 мешканців.
Великі населені пункти:
- Ія[en]
- Фінікія
- Афінос
- Камарі

## Визначні місця
- Залишки міста мінойської епохи на мисі Акротирі
- Монастир Іллі Пророка (Профітіс Іліас)
- Жіночий монастир Святого Миколая (Агіос Ніколаос)

## Транспорт
Зв'язок з Санторині: літак з Афін, Міконоса, Родоса та Крита на Національний аеропорт Санторині, пором з Пірея, Кіклад та Крита. Влітку з Пірея та Іракліона (Крит) курсують швидкісні катамарани. Порт і місто Фіра з'єднує канатна дорога.

## Галерея
|  |  |  |  |